# 布尔桑
布尔桑（法語：Boursin，法語發音：[buʁsɛ̃]）是法国上法蘭西大區加来海峡省的一个市镇，属于加来区。

## 地理
布尔桑（50°46'35"N, 1°50'6"E）面积7.58 平方千米，位于法国上法蘭西大區加来海峡省，该省份为法国北部沿海省份，西北濒北海，南至索姆省，东临北部省。
与布尔桑接壤的市镇（或旧市镇、城区）包括：阿朗邦、贝勒和乌勒福尔、科朗贝尔、阿尔丹冈、雷蒂。

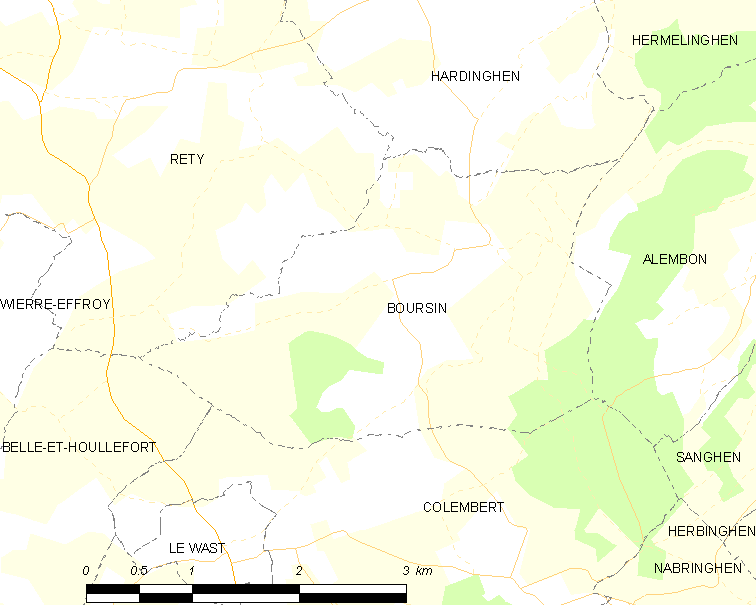
布尔桑的OSM定位图

布尔桑的时区为UTC+01:00、UTC+02:00（夏令时）。

## 行政
布尔桑的邮政编码为62132，INSEE市镇编码为62167。

## 政治
布尔桑所属的省级选区为加来第二县。

## 人口

1962-2008年间布尔桑人口变化图示

布尔桑于2022年1月1日时的人口数量为242人。